# CD-RW

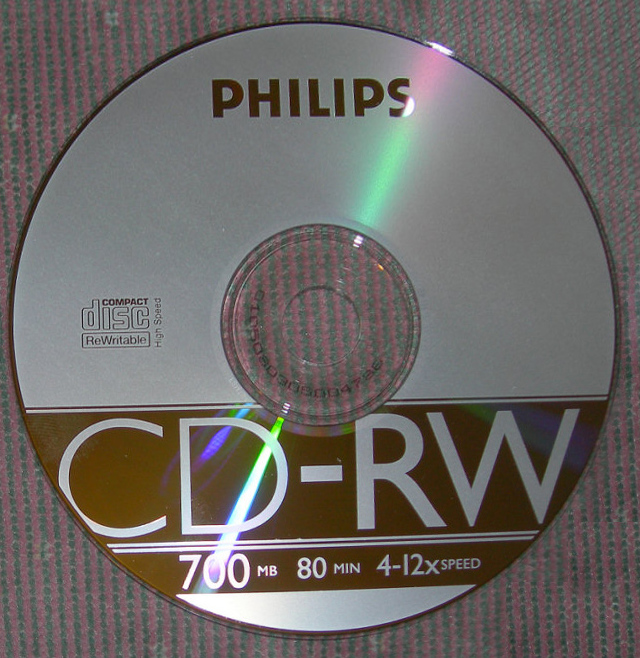

CD-RW(Compact Disc ReWritable, 문화어: 재쓰기가능씨디)는 더 이상 수정이 되지 않는 CD-ROM 또는 단 한 번밖에 기록이 되지 않는 CD-R(CD-WORM)과는 달리 약 1000번 이상을 기록하고 삭제가 가능하여 백업 매체로도 많이 사용된다. 다만, CD-R에 비해 일반적인 오디오 CD 플레이어가 CD-RW에 대한 낮은 반사율 때문에 인식을 하지 못하는 경우가 있어 오디오 CD 제작에는 적합하지 않다. 보통 용량은 650MB에서 700MB 정도 되는데, 이 정도는 일반적인 프로그램의 설치파일 수개 ~ 수십 개, 백과사전 하나가 들어갈 수 있는 용량이다. 물론 CD-R보다 기술력이 요구되므로 비교적 낱개로 포장되어 비싸게 판매되는 것들이 많았으나, 요즘에는 비교적 가격이 싸졌다.

## 같이 보기
- CD-R